# Tirupati (Distrikt)
Der Distrikt Tirupati (Telugu తిరుపతి జిల్లా) ist ein Verwaltungsdistrikt im indischen Bundesstaat Andhra Pradesh. Verwaltungssitz ist die namensgebende Stadt Tirupati. Der Distrikt wurde 2022 gebildet.

## Lage

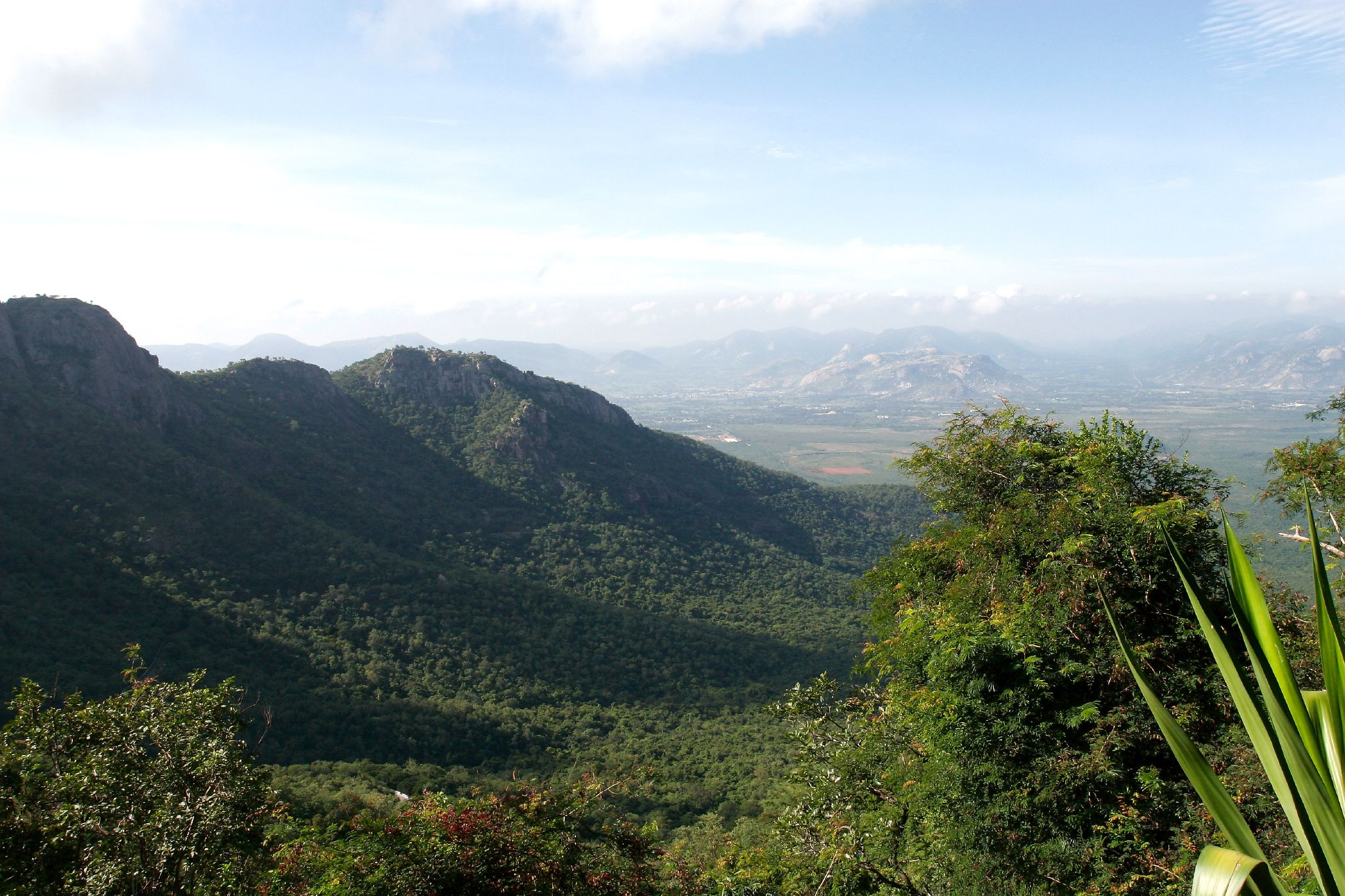
Tirumala-Berge im Distrikt Tirupati

Der Distrikt liegt an der Südgrenze Andhra Pradesh zum benachbarten Bundesstaat Tamil Nadu an der Küste des Golfs von Bengalen. Die angrenzenden Distrikte sind Chittoor im Südwesten,  Annamayya im Westen, Nellore im Norden und Tiruvallur (in Tamil Nadu) im Süden. Zur Küste hin ist das Terrain flach und weiter im Landesinneren finden sich Ausläufer der Ostghats, die eine Höhe von etwa 760 Metern erreichen.

## Geschichte

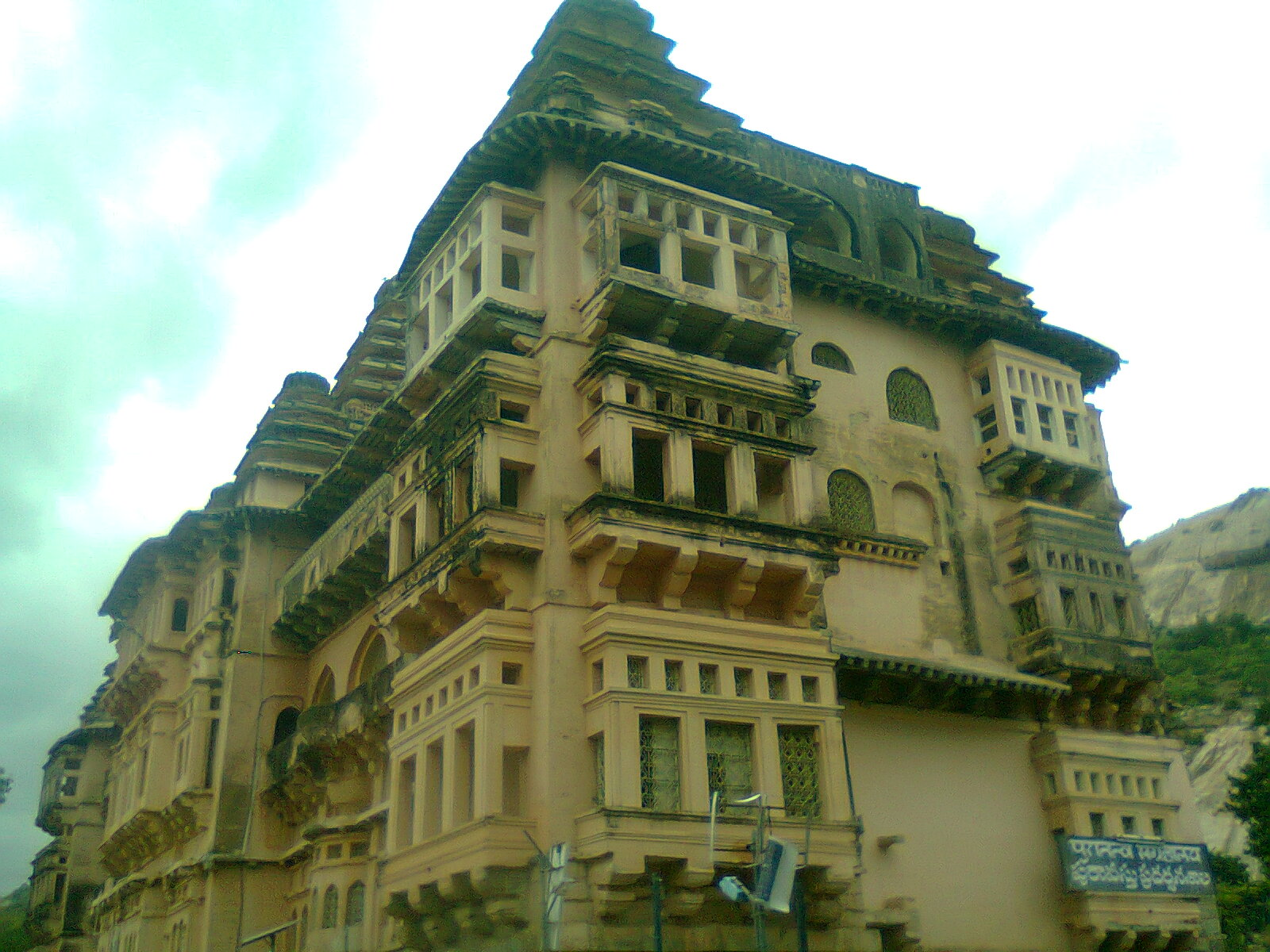
Chandragiri Fort

Der Distrikt wurde im Rahmen einer großangelegten Reorganisation der Distrikte Andhra Pradeshs, die am 4. April 2022 in Kraft trat, aus Teilen der Distrikte Chittoor (20 Mandals) und Sri Potti Sriramulu Nellore (14 Mandals) neu gebildet. Für den neuen Distrikt war zunächst der Name Distrikt Sri Balaji vorgesehen. Diese Benennung nach der Hindu-Gottheit Vishnu, die auf den Venkateswara-Tempel im Distrikt Bezug nahm, erwies sich aber als unpopulär, da Vishnu eher in Nordindien unter diesem Namen verehrt wird, und der Distrikt wurde letztlich nach der Distrikthauptstadt benannt.

## Bevölkerung
Obwohl der Distrikt zum Zeitpunkt der letzten vorangegangenen Volkszählung 2011 noch nicht als Verwaltungseinheit existierte, lassen sich aus den demographischen Daten der einzelnen Mandals demographische Daten berechnen. Demnach hatte der spätere Distrikt im Jahr 2011 2.196.984 Einwohner, was bei einer Distriktfläche von 8229 km² einer Bevölkerungsdichte von 267 Einwohnern pro Quadratkilometer entsprach.

## Verwaltungsgliederung

### Mandals
Im Jahr 2023 war der Distrikt in vier Divisionen und 34 Mandals untergliedert.
- Division Gudur mit den acht Mandals Gudur, Chillakur, Kota, Vakadu, Chittamur, Balayapalli, Venkatagiri, Dakkili
- Division Sullurpeta mit den neun Mandals Ozili, Naidupet, Pellakur, Doravarisatram, Sullurpeta, Tada, Buchi Naidu Kandriga, Varadalahpalem, Satyavedu
- Division Srikalahasti mit den acht Mandals Srikalahasti, Thottambedu, Renigunta, Yerpedu, Kumara Venkata Bhupala Puram, Nagalapuram, Pichatur, Narayanavanam
- Division Tirupati mit den neun Mandals Tirupati Urban, Tirupati Rural, Chandragiri, Pakala, Ramachandrapuram, Vadamalapet, Puttur, Yerravaripalem, Chinnagottigallu

### Städtische Siedlungen
Zum Zeitpunkt der Volkszählung 2011 gab es im späteren Distrikt eine Municipial Corporation (MC), vier Muncipalities (M) und 14 Census towns (CT). In Klammern ist die Einwohnerzahl 2011 angegeben.
- Tirupati (MC, 287.482)
- Gudur (M, 73.350)
- Puttur (M, 54.092)
- Venkatagiri (M, 51.708)
- Srikalahasti (M, 80.056)
- Narayanavanam (CT, 11.253)
- Renigunta (CT, 26.031)
- Avilala (CT, 24.839)
- Cherlopalle (CT, 6.143)
- Perur (CT, 11.127)
- Tiruchanur (CT, 22.963)
- Akkarampalle (CT, 44.219)
- Mangalam (CT, 19.318)
- Tirumala (CT, 7.741)
- L.A.Sagaram (CT, 19.904)
- Vinnamala (CT, 20.924)
- Sulluru (Sullurpeta) (CT, 27.504)
- Yerrabalem (CT, 7.803)
- Tada Khandrika (CT, 6.123)

## Besonderheiten

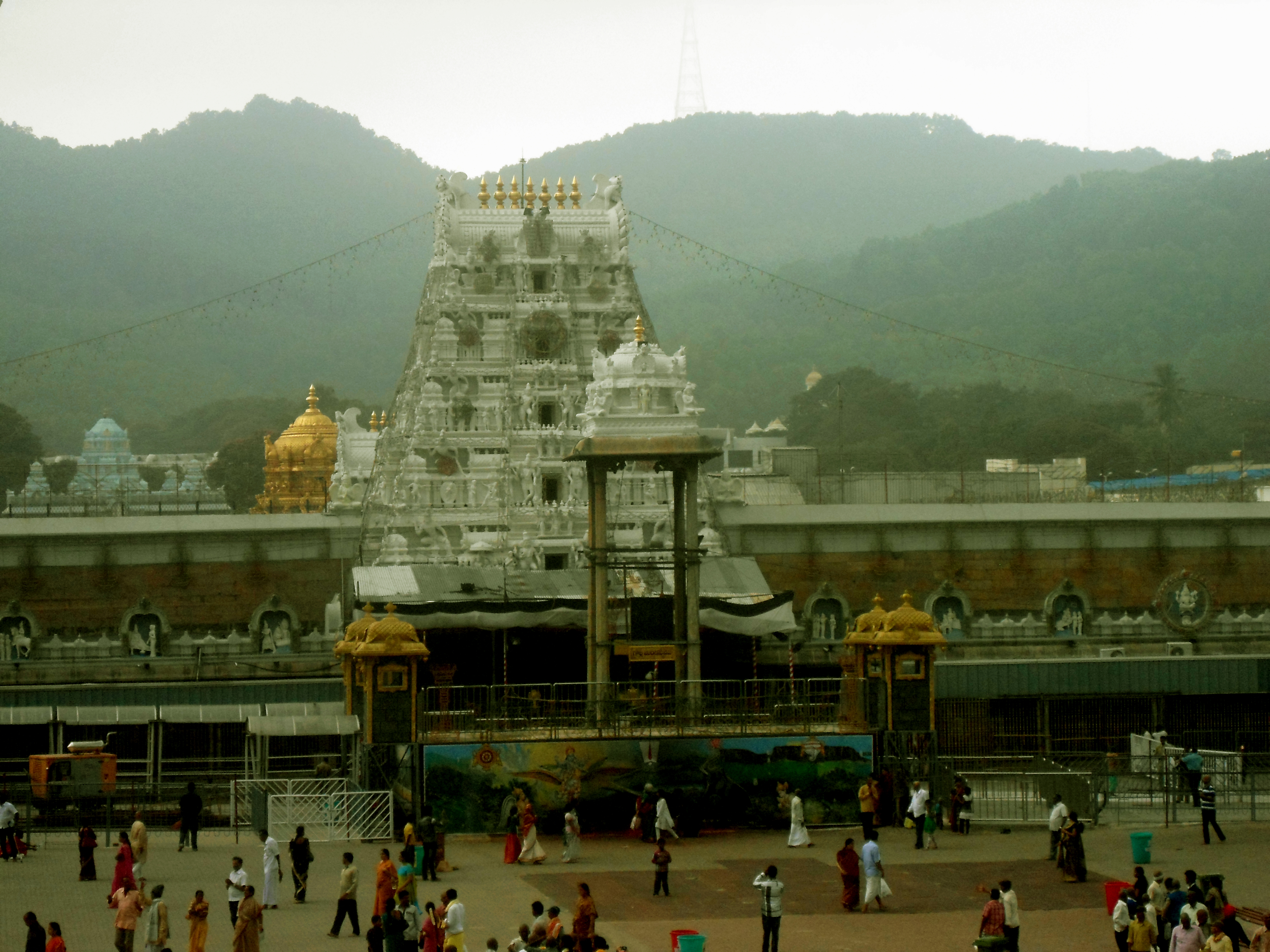
Venkateswara-Tempel von Tirumala

Der Distrikt weist eine Reihe von überregional bekannten Hindu-Tempeln auf und ist daher das Ziel von Hindu-Pilgern, bzw. religiösen Touristen. Am bedeutendsten ist der Vishnu-Venkateswara-Tempel beim Bergort Tirumala in den Seshachalam-Bergen. Weitere bedeutende Tempel sind der Vakulamatha-Tempel, der als Muttertempel von Venkateswara gilt, und der Govindarajaswamy-Tempel, ein Tempel des Vishnuismus (beide in der Stadt Tirupati).
Als sehenswert gilt das Chandragiri Fort, nahe dem gleichnamigen Ort. Die Befestigungsanlage geht auf das 11. Jahrhundert, die Zeit des Vijayanagar-Reiches zurück.
Es gibt eine Reihe von Natursehenswürdigkeiten, wie den Pulicat-See, eine große Brackwasserlagune und ein bedeutendes Vogelschutzgebiet an der Grenze zu Tamil Nadu, sowie mehrere Wasserfälle in den Ostghats. Ein Teil des Sri-Venkateswara-Nationalparks liegt im Gebiet des Distrikts.
An der Küste liegt das Satish Dhawan Space Centre, ein Weltraumbahnhof der Indian Space Research Organisation, von dem aus Raketenstarts erfolgen.